# 維新の三傑
維新の三傑（いしんのさんけつ）は、日本において倒幕・維新に尽力した、志士の西郷隆盛、大久保利通、木戸孝允の3人を指す。

## 三傑
| 氏名                  | 氏名 | 出生年 | 死亡年 |
| --------------------- | ---- | ------ | ------ |
| 西郷隆盛 （薩摩藩）   |      | 1828年 | 1877年 |
| 大久保利通 （薩摩藩） |      | 1830年 | 1878年 |
| 木戸孝允 （長州藩）   |      | 1833年 | 1877年 |

## 概要
3人の死後間もない1878年11月には既に、大久保・木戸・西郷の伝記をまとめた岩村吉太郎編『皇国三傑伝』が刊行されている。
1884年3月刊、山脇之人『維新元勲十傑論』には、「西郷隆盛君の如きは木戸、大久保の二君と相並びて一時は明治の三傑とも称せられ……」の記載があり、1892年11月刊の内山正如編『維新元勲三傑詩文集』では西郷・木戸・大久保について「蓋し明治復古の鴻業偉蹟は首として三氏の忠誠に出つ故に世称して明治維新の三傑と云ふ」と解説している。
一方、獲鹿野史『薩長幕三傑伝』（1900年12月、上田屋書店。1909年2月、盛林堂より『明治三傑伝』として再刊）が三傑を「西郷・大村益次郎・勝海舟」としたような異説もあった。また前述の『維新元勲十傑論』は、「十傑」として三傑に続けて、江藤新平・横井小楠・大村益次郎・小松帯刀・前原一誠・広沢真臣・岩倉具視を挙げている。
この三傑の遺族のうち、木戸の養子・正二郎と大久保の長男・利和は、大名・公家以外の出身者（すなわち幕末まで無位無官であった家）としてはただ二家のみ、華族令発布当初より侯爵（他に武家で列せられたのは15万石以上の旧大名家のみ）に列せられた。1879年には維新の功を賞し、先に没した木戸・大久保の遺族とともに、維新の十傑の一人である広沢真臣の広沢家は華族に列せられた。当時の華族は旧藩主と公家に限定されており、華族令制定以前にこの3例を除いて士族から華族に昇ることはなかった。1884年、嫡子の金次郎に伯爵が授けられた。早く斃れた広沢の名は今日では三傑に比べて影が薄いものの、当時は死してなお木戸に準ずる畏敬を受けていたことが伺われる。
ちなみに、発布当事（1884年）に残る功臣の筆頭格として政府の権勢を握っていた伊藤博文、山縣有朋、黒田清隆らはいずれも伯爵であり（伊藤と山縣は最終的には公爵）、まだ20代前半で何の実績もない木戸正二郎と大久保利和に対し、あえて自分達より格上の侯爵で遇したことになる。
西郷は西南戦争により逆賊扱いとされたが、明治22年（1889年）2月11日に、褫奪されていた正三位を追贈されて名誉回復が行われた。1902年、西郷の遺児寅太郎が隆盛の維新の功で侯爵に叙され、華族に列した。
徳富蘇峰が生涯をかけた大著『近世日本国民史』最終巻に、三者を論じた『明治三傑』（講談社学術文庫、1981年、元版は第100巻『近世日本国民史 明治時代』時事通信社）がある。